# Dååth
A Dååth (IPA:
/ˈdɔːθ/) amerikai metalegyüttes. Tagok: Sean Zatorsky, Eyal Levi, Jeremy Creamer, Emil Werstler és Kevin Talley. A név az angol "death" szó névváltozata. 2003-ban alakultak meg Atlantában. Death metalt, groove metalt és indusztriális metalt játszanak. Eredetileg "Dirt Nap" volt a nevük.

## Diszkográfia
- Futility (2004)
- The Hinderers (2007)
- The Concealers (2009)
- Dååth (2010)
- The Deceivers (2024)